# 酒精標準單位
酒精標準單位（英語：standard drink，也可稱為酒精標準份量）是一種衡量酒類飲料之中含有的乙醇（純酒精）成分數量。標準單位的體積取決於飲料中的酒精濃度（例如，一標準單位的蒸餾酒就比一標準單位的啤酒的體積小很多），但兩者均包含有相同份量的酒精，因此可造成相同的醉酒程度。
採用標準單位的原因是針對有關飲酒數量，以及飲用不同數量對健康的相對風險做建議。許多政府的健康指南會標明每天、每週、或單次純酒精不同攝入克數單位，對應所產生不同的風險。標準單位可提供視覺化的概念，協助人們了解種類不同，還有份量不同飲料中的酒精濃度。
例如在美國，一個標準單位的飲料含有大約14克酒精。相當於一罐12美制液體盎司（350毫升）有5%酒精濃度（Alcohol by volume，簡稱ABV）的啤酒、一杯5美制液體盎司（150毫升）有12%酒精濃度的葡萄酒，或是1.5美制液體盎司（44毫升），所謂的“一份”的蒸餾酒，此時假設啤酒的酒精濃度為5%、葡萄酒的濃度為12%，蒸餾酒的酒濃度為40%（80度）。今天大多數葡萄酒的ABV都高於12%（加利福尼亞州納帕縣1971年份葡萄酒的平均ABV為12.5%）。80度仍然用作蒸餾酒的標準，但較高的酒精含量已經常見。
不同的國家對標準單位的定義不同。例如在澳大利亞，一個標準單位含有10克酒精，但在日本，一個“單位”大約含的是20克。此外，標準單位通常不同於其所在國家的正常飲用份量（serving size）。
各國均要求在酒類包裝貼上標籤，表明酒精含量。澳大利亞要求“酒類飲料包裝上的標籤上必須包括有關標準單位數量的說明”。
“標準單位”這個名詞在英國發布的第一個指南（1984年）中曾被用到，作為飲酒的“安全範圍”，但在1987年的指南中，標準單位被酒精單位所取代，之後英國的指南均採用酒精單位這個名詞。一份酒精單位的定義是10毫升（8克）純酒精。這個酒精單位定義與任何單個酒精飲料的濃度（ABV）和飲料份量（體積）無關。瓶或罐中的酒精單位數目標明在飲料容器上（或是標明每份飲料中所包含的酒精單位）。典型每份飲料包含1–3單位的酒精。

## 各國定義
標準單位（或稱標準份量）的目的是不論飲料的種類，只用來衡量其中的乙醇含量。用於提供訊息給飲酒者。這些資訊是各國定義的酒精含量，用於衡量飲酒的水準，以及提供公共衛生信息之用。
國際間對於一個標準單位中要含有多少乙醇並沒共識。有些選的是酒精的質量（以克為單位）做定義，而另外一些則選擇根據體積（毫升或其他體積單位）來做定義。不同國家/地區的“標準”飲料/單位，根據當地習俗和飲料包裝，所得的數量不盡相同。
此處顯示質量和體積兩種測量值作為比較。目前並無單一的標準，而世界衛生組織（WHO）所開發的酒精使用疾患測試（AUDIT）的問卷表格使用的是10克酒精的標準單位，已被甚多的國家採用，遠比其他形式的標準單位用得更多。單位的名稱也各有不同，如註釋列中所示。
在歐洲聯盟內部，最常用到的標準份量是10克，其次是12克，但在所有使用單位中，其範圍從8到20克都有。
| 國家     | 質量 (克)             | 體積 (毫升) | 註釋 |
| -------- | --------------------- | ----------- | --- |
| 澳大利亞 | 10                    | 12.7        | |
| 奧地利   | 20                    | 25.3        | |
| 加拿大   | 13.6 or 13.45 or 13.5 | 17.2 or 17  | 這種份量單位由液體盎司換算而來： - 一瓶12液體盎司(341毫升)含有5%酒精的啤酒、蘋果酒、清涼飲料 - 一份1.5液體盎司(43毫升)含有40%酒精的蒸餾酒(伏特加、朗姆酒、威士忌、琴酒等) - 一杯5液體盎司(142毫升)含有12%酒精的葡萄酒。 |
| 丹麥     | 12                    | 15.2        | |
| 芬蘭     | 12                    | 15.2        | |
| 法國     | 10                    | 12.7        | |
| 德國     | 11                    | 13.8        | “standardglas”的份量包含10到12克 (在此採用中間值) |
| 香港     | 10                    | 12.7        | |
| 匈牙利   | 17                    | 21.5        | |
| 冰島     | 8                     | 10          | “áfengiseining”的份量為8克，但當作與10毫升相等 |
| 愛爾蘭   | 10                    | 12.7        | |
| 義大利   | 10                    | 12.7        | “unità standard”定義為10毫升 |
| 日本     | 19.75                 | 25          | “單位（Tan'i）”. 厚生勞動省所使用的傳統單位是合日本酒(一合約等於180毫升) 。但並非“標準單位”。 |
| 日本     | 10                    | 12.7        | 約在2011採用“drink (“飲み物（dorinku）”)” 以配合WHO的AUDIT，避免使用傳統的20克份量，免得產生最低飲用份量單位的錯誤印象。有時也稱為“單位（Tan'i）”.但此份量非作“標準單位”之用。                                          |
| 荷蘭     | 10                    | 12.7        | |
| 紐西蘭   | 10                    | 12.7        | |
| 波蘭     | 10                    | 12.7        | |
| 葡萄牙   | 11                    | 13.8        | 份量包含10到12克 (在此採用中間值) |
| 西班牙   | 10                    | 12.7        | |
| 瑞典     | 12                    | 15.2        | “standardglas”等於33厘升含有5%酒精的啤酒、13厘升葡萄酒、或一份4厘升含有酒精40%的蒸餾酒 |
| 瑞士     | 12                    | 15.2        | |
| 英國     | 8                     | 10          | “酒精單位”定為10毫升，但與8克相等 |
| 美國     | 14                    | 17.7        | “標準份量”定為0.6美式液體盎司（或是14克） |

## 純酒精質量的計算
如果一份酒精的濃度、密度、體積是已知數的話，則可以計算出其中的純酒精質量：
純酒精質量 = 體積 × 酒精濃度 × 酒精密度。
例如，一杯350毫升，ABV為5.5%的啤酒，含有19.25毫升純酒精，而密度為789.24克/升（在20°C時的狀況），質量可算出為15.19克。
{\displaystyle 350\,\mathrm {mL} \times 0.055\times 0.78924\,\mathrm {g} /\mathrm {mL} \approx 15.19\,\mathrm {g} }
或是
{\displaystyle 0.35\,\mathrm {L} \times 0.055\times 789.24\,\mathrm {g} /\mathrm {L} \approx 15.19\,\mathrm {g} }
當飲料是以液體盎司為單位（英國和美國之間有所不同）時，可以使用下列的轉換方式：
| 國家 | 流量盎司酒精體積（毫升） | 流量盎司酒精質量（克） |
| ---- | ------------------------ | ---------------------- |
| 英國 | 28.41                    | 22.42                  |
| 美國 | 29.57                    | 23.34                  |

應該記住，英國的一品脫（英制品脫）是20英制液體盎司，而美國的一品脫（美制濕量品脫）是16美制液體盎司。然而，1英制液體盎司≈ 0.961美制液體盎司，這表示1英制品脫 ≈ 1.201美制濕量品脫（即0.961 × 20/16）而非1.25美國品脫。

## 代謝酒精所需時間
粗略估計，人體需要大約一小時才能把一份英國酒精單位，即10毫升（8克）代謝（分解）完畢。但這會隨著飲酒者的體重、性別、年齡、個人代謝率、最近食物攝取量、酒精類型和強度、以及當時服用的其他藥物而異。如果肝臟功能受損，會拖慢代謝酒精的速度。
要計算出代謝的時間，可用當地標準飲料定義中的酒精單位數乘上一個小時。例如在美國，一份標準單位含有14克 ≈ 1.75單位的酒精（14克/8克），可以算出身體需要大約1.75小時的時間把攝入的酒精代謝完畢。

## 外部連結

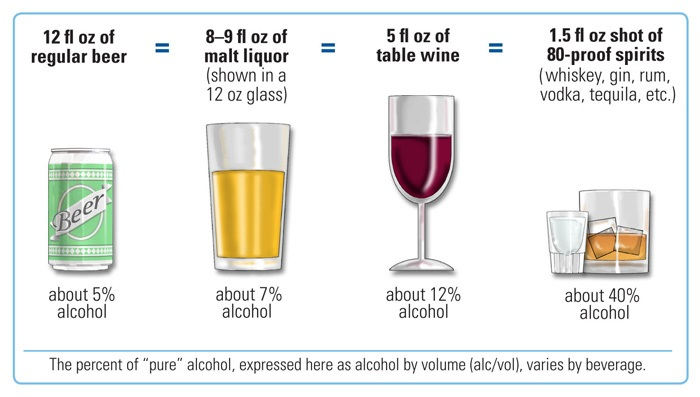
美國啤酒、麥芽酒、葡萄酒、以及蒸餾酒的酒精標準單位比較。

- Online converter between different countries' standard drinks and units （页面存档备份，存于）
- IARD: Drinking Guidelines General Population by country （页面存档备份，存于）